# لوب پس‌سری
لوب پس‌سری (به انگلیسی: Occipital lobe) مرکز پردازش اطلاعات دیداری و بینایی در مغز پستانداران است.
این لوب عقب‌ترین بخش نیم‌کره مغز است و قسمت کوچکی از سطح پشتی-جانبی آن را تشکیل می‌دهد. قشر بینایی اولیه ناحیه ۱۷ برودمن است، که معمولاً V1 نامیده می‌شود (بصری ۱). V1 انسان در قسمت میانی لوب پس سری در سولکوس کلارین واقع شده‌است. وسعت کامل V1 اغلب بر روی قطب پس سری ادامه می‌یابد. اغلب به V1قشر شیار دار نیز گفته می‌شود زیرا می‌توان آن را با یک نوار بزرگ میلین، نیز شناسایی کرد. مناطقی که از نظر بصری در خارج از V1 رانده می‌شوند، قشر برون مرزی نامیده می‌شوند. مناطق شیار دار اضافی زبادی وجود دارند، و اینها ویژهٔ کارهای مختلف تصویری، مانند پردازش دیداری، تمایز رنگ و درک حرکت هستند. این نام از استخوان پس سری پوشاننده سرچشمه می‌گیرد، که از لاتین ob به معنی پشت و caput، به معنی سر ریشه می‌گیرد. ضایعات دو طرفه از لوب پس سری می‌تواند منجر به کوری قشر شود.

## ساختار
دو لوب پس سری، کوچکترین لوب‌ها از چهار لوب زوجی در مغز انسان است. لوب‌های پس سری که در قسمت پشتی جمجمه واقع شده، بخشی از مغز خلفی هستند. لوب‌های مغز از استخوان پوشاننده نام گرفته شده‌اند و استخوان پس سری لوب‌های پس سری را همپوشانی می‌کند.
لوب‌ها بر روی تنتوریوم مخچه جای دارند، فرایندی از ماده دورا که مغز را از مخچه جدا می‌کند. آنها از لحاظ ساختاری در نیمکره‌های مغزی مربوط با جداسازی شکاف مغزی جدا می‌شوند. در لبه جلویی لوب پس سری، چندین گایری پس سری وجود دارد که توسط شیار پس سری جانبی مغز جدا می‌شوند.
جنبه‌های پس سری همراه با صورت داخلی هر نیم کره توسط شیار مغز کالکارین تقسیم می‌شوند. در بالای مد، شیار مغز Y شکل میانی، گنبدی شکلی قرار دارد، و ناحیه زیر شیار مغز، شکنج زبانی است.
صدمه به نواحی بینایی اولیه لوب پس سری، می‌تواند باعث کوری جزئی یا کامل شود.

## عملکرد
لوب پس‌سری به چندین ناحیهٔ عملکردی بینایی تقسیم می‌شود. هر ناحیه دربرگیرندهٔ نقشه کاملی از همهٔ چیزهایی است که دیده می‌شوند. نقش مهم لوب پس‌سری این است که دربرگیرندهٔ قشر اولیه بینایی است. اگرچه هیچ نشانگر تشریحی برای تمایز این مناطق وجود ندارد (به استثنای ناهمواری‌های برجسته در قشر جسم مخطط)، روانشناسان از الکترود‌های ضبط شده برای تقسیم قشر به مناطق مختلف عملکردی استفاده کرده‌اند.
اولین ناحیه عملکردی قشر بینایی اولیه است. این شامل یک توصیف سطح پایین از جهت‌یابی محلی، فرکانس فضایی و ویژگی‌های رنگی در زمینه‌های گیرنده کوچک است. قشر تصویری اولیه به مناطق پس سری جریان شکمی (ناحیه بصری V2 و منطقه بصری V4)، و مناطق پس سری جریان پشتی، منطقه بصری V3، منطقه بینایی MT (V5) و منطقه پشتی پزشکی (DM) پرتاب می‌کند.
جریان بطن برای پردازش «چه» در دید شناخته شده‌است، در حالی که جریان پشتی «کجا / چگونه» را کنترل می‌کند. دلیل آن این است که جریان بطن اطلاعات مهمی را برای شناسایی محرک‌هایی که در حافظه ذخیره می‌شوند فراهم می‌کند. با استفاده از این اطلاعات در حافظه، جریان پشتی قادر است در پاسخ به محرک‌های بیرونی بر اقدامات حرکتی متمرکز شود.

انیمیشنِ لوب پس سری (قرمز) نیمکره چپ مغز.

اگرچه مطالعات متعدد نشان داده‌اند که این دو سیستم مستقل اند و جدا از دیگری ساختار یافته‌اند، شواهدی نیز وجود دارد که نشان می‌دهد هر دو برای درک موفقیت‌آمیز ضروری هستند، به خصوص که محرک‌ها شکل‌های پیچیده تری به خود می‌گیرند. به عنوان مثال، یک مورد مطالعه با استفاده از fMRI بر روی شکل و مکان انجام شد. اولین رویه شامل وظایف موقعیت مکانی بود. رویه دوم در یک اتاق روشن بود که در آن به شرکت کنندگان محرک‌هایی روی صفحه نمایش به مدت ۶۰۰ میلی ثانیه نشان داده شد. آنها دریافتند که این دو مسیر در درک شکل نقش دارند حتی اگر پردازش مکان در جریان پشتی قرار داشته باشد.
دورسومدیال (DM)، به‌طور دقیق مورد مطالعه قرار نگرفته‌است. با این وجود شواهدی وجود دارد که نشان می‌دهد این جریان با سایر مناطق دیداری در تعامل است. یک مطالعه موردی در مورد میمون‌ها نشان داد که اطلاعات مربوط به مناطق V1 و V2 نیمی از ورودی‌های DM را تشکیل می‌دهد. ورودی‌های باقیمانده هم از چندین منبع هستند که با هر نوع پردازش تصویری ارتباط دارند.
جنبه عملکردی قابل توجه لوب پس سری این است که حاوی قشر بینایی اولیه است.
حسگرهای شبکیه محرک‌ها را از طریق دستگاه‌های نوری به بدنهای جنبشی جانبی منتقل می‌کنند، جایی که پرتوهای نوری به قشر بینایی ادامه می‌یابد. هر قشر بینایی اطلاعات حسی خام را از نیمه خارج شبکیه در همان طرف سر و از نیمه داخل شبکیه در طرف دیگر سر دریافت می‌کند. خط میخ (منطقه ۱۷ برودمن) اطلاعات بصری را از شبکیه فوقانی مقابل نماینده میدان تصویری تحتانی دریافت می‌کند. لینگولا اطلاعاتی را از شبکیه تحتانی متضاد نشان می‌دهد که زمینه تصویری فوقانی را دریافت می‌کند. ورودی‌های شبکیه قبل از اینکه به قشر مخزن برسند، از «ایستگاه راه» در هسته لرزه ای جانبی تالاموس عبور می‌کنند. سلول‌های جنبه خلفی ماده خاکستری الباب بدنه به عنوان نقشه مکانی میدان شبکیه تنظیم می‌شوند. نورویمیشن عملکردی، الگوهای مشابهی از پاسخ در بافت قشر مغز را نشان می‌دهد که زمینه‌های شبکیه در معرض یک الگوی قوی قرار بگیرند.

## اهمیت بالینی
اگر یکی از لوب‌های پس‌سری آسیب دیده باشد، نتیجه می‌تواند از دست دادن بینایی همیانوپسی همنام ناشی از «برش‌های میدانی» در هر چشم باشد. همچنین ایجاد ضایعه در لوب پس سری می‌تواند توهمات بینایی ایجاد کند. ضایعات در ناحیه ارتباط جداری-گیجگاهی-پس سری با آگنوزی رنگی، آگنوزی حرکتی و آگرافیا همراه است. آسیب به قشر بینایی اولیه، که در سطح لوب اکسیپیتال خلفی قرار دارد، نیز می‌تواند به دلیل سوراخ‌های موجود در میدان بینایی در سطح قشر بینایی که در نتیجه ضایعات ایجاد شده، باعث کوری شود.

مطالعات اخیر نشان داده‌اند که محرک‌های عصبی خاص بر صرع لوب پس سری ایدیوپاتیک اثر گذاشته می‌گذارند.

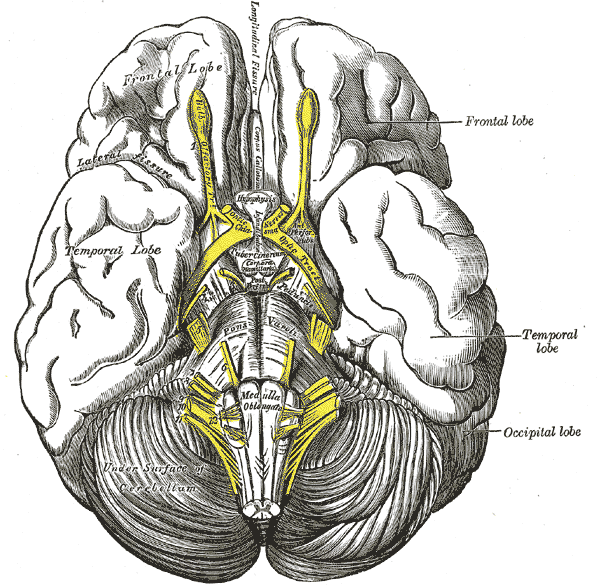
ساقه مغز
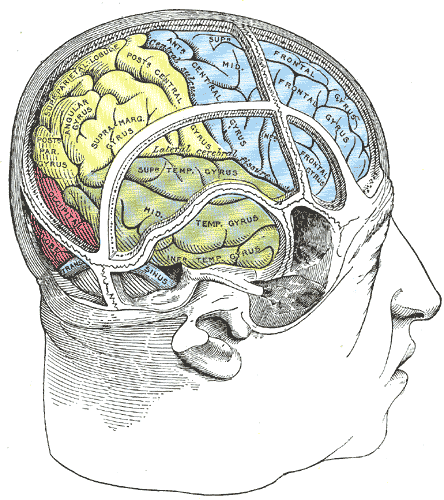
نقاشی دهنده روابط مغز انسان با جمجمه.
لوب پس‌سری به رنگ آبی
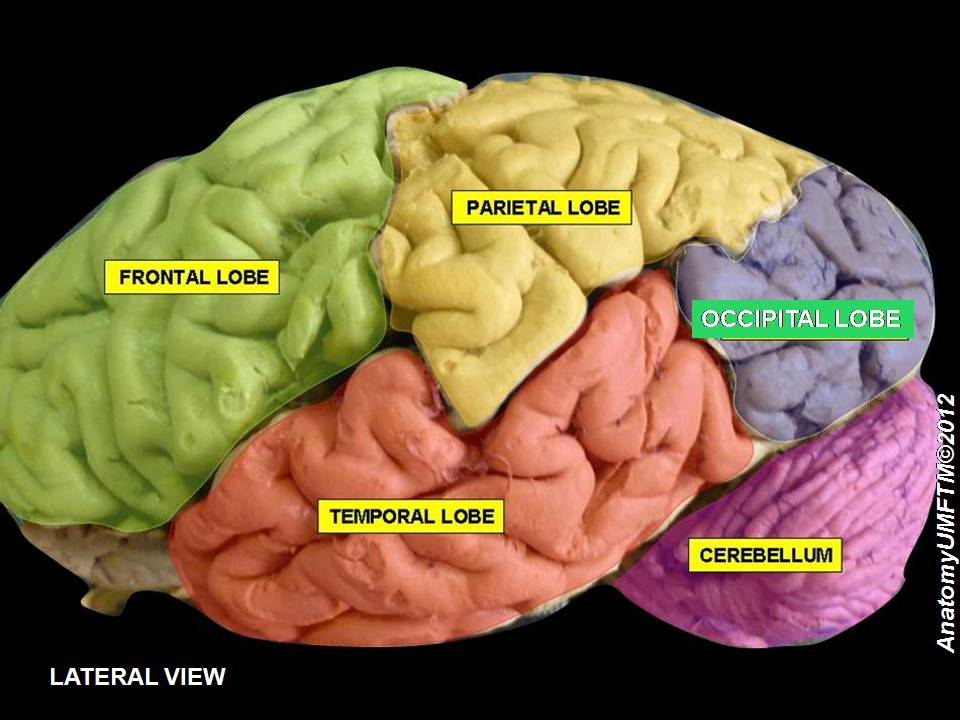
لوب پس‌سری در سمت راست به رنگ آبی
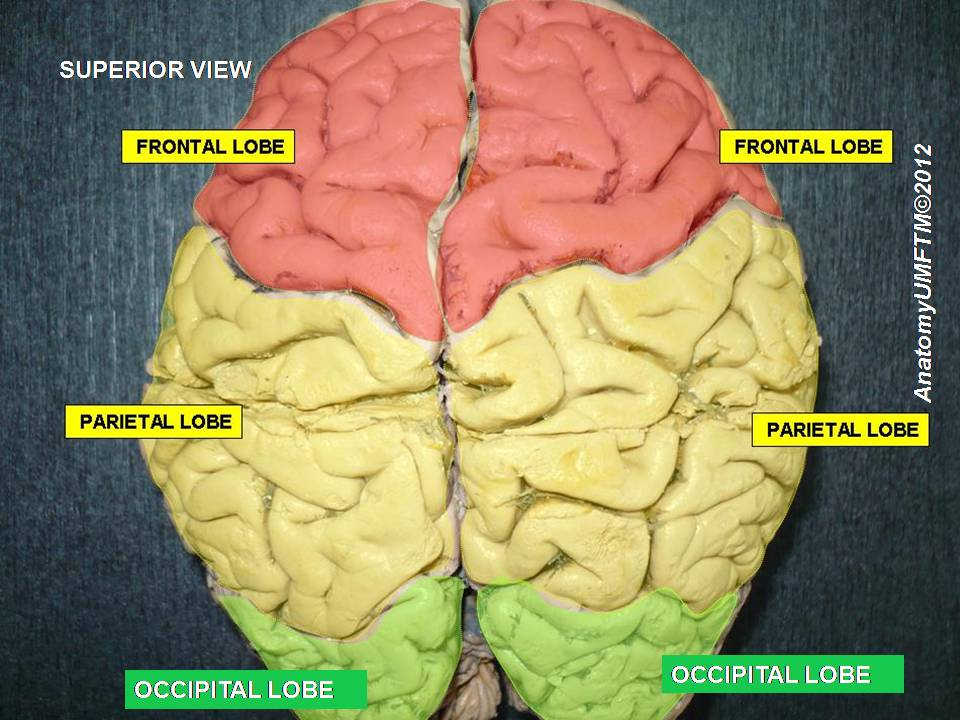
لوب پس‌سری در پایین تصویر به رنگ سبز